# Gålsjö (Närke)

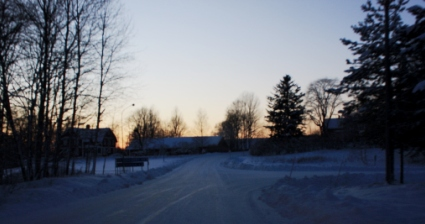
Gålsjö.

Gålsjö är en by i Askersunds kommun i södra Närke. Byn ligger sju kilometer öster om Skyllberg.
Gålsjö ligger i en T-korsning och vägen som går norrut leder till Lerbäck och Åsbro, medan vägen i väst-östlig riktning följer Länsväg T 597.